# 庄野数馬
庄野 数馬（しょうの かずま、1986年10月21日 - ）は、日本のタレント、コンテンツプロデューサー、元フリーアナウンサーで、元山口放送（KRY）、元テレビ大阪（TVO）のアナウンサー。

## 略歴
京都府長岡京市出身。洛南高等学校から立教大学社会学部メディア社会学科へ進学。大学卒業後の2010年に、アナウンサーとして山口放送に入社。山口放送在籍中はスポーツ実況や、ラジオパーソナリティなどを務めた。その後、2015年3月末に同局を退社し、同年4月1日付でテレビ大阪へ移籍。プロ野球などのスポーツ実況やニュースキャスターなどを務めた。
2019年8月、テレビ大阪を退社。PR兼映像制作会社を経て2020年4月に独立し、フリーランスのアナウンサーとしてナレーション、実況、司会を務め、オンライン話し方教室を開校した。
2022年3月に株式会社エビリーに入社し、同年末には自身のSNSでアナウンサーからの卒業を発表。現在は、コンテンツ総合プロデューサーとして、タレントや企業のYouTubeチャンネル制作・運営、WebCM等の制作を担っている。

## 担当番組

### 山口放送時代

#### テレビ
- 熱血テレビ
  - 主に中継リポーターとして出演。メインキャスターで先輩アナウンサーの高橋裕が休演した場合に、メインキャスター代理を務めることもあった。
- スクープアップやまぐち
  - 当初はリポーターとして出演。2011年11月7日から、毎週月曜日に放送されていた「スクープアップスポーツ!」でキャスターを担当した。また、メインキャスターの高橋良が休演した場合に、メインキャスター代理を務めることもあった。
- スポーツ中継（全日本少年サッカー大会山口県予選決勝、防府読売マラソン、中国山口駅伝の実況などを担当）
- KRYニュース

#### ラジオ
- 中四国ライブネット「春のSAKURAに春の歌! 今年の桜は今いずこ?」パーソナリティ（山口放送制作、2011年3月26日[4]）
- Happy☆Paradise（パーソナリティ、毎週土曜日12:00 - 13:00、2011年4月2日 - 2015年3月28日[5]）
- 全国高等学校野球選手権山口大会実況中継（実況やインタビュアーを担当）
- KRYニュース

### テレビ大阪時代
- しっとこ!（毎週金曜日25:23 - 25:40、2015年10月9日放送分から司会を担当）
- ニュースリアルPLUS（不定期）
  - 2015年度には、前身番組の『NEWSα』を不定期で担当。
- ニュースリアルFRIDAY（サブキャスター、2016年9月30日 - 2017年3月24日）
- ニュースリアルKANSAI
  - ニュースナレーターを経て、2017年3月27日から同年12月20日までMC（メインキャスター）を担当。
- 金曜報道スペシャル（メインキャスター、2017年3月31日 - 2017年12月15日）
  - 『ニュースリアルFRIDAY』の後継番組であるため、同番組から事実上続投。
- スポーツ中継
  - 2015年度には、阪神タイガースの公式戦中継『ナマ虎スタジアム』でのベンチリポートや、世界スーパージュニアテニス選手権大会の実況などを担当。『ナマ虎スタジアム』では2016年度に実況も任されたが、『ニュースリアルKANSAI』『金曜報道スペシャル』のメインキャスターに起用された2017年度には、阪神戦中継の担当を事実上外れていた。
- ミホレルカラダ（ナレーター、2015年7月14日 - 2017年4月1日、毎週火曜日25:00 − 25:10→毎週土曜日25:40 - 25:50）

### フリーランス時代
- エフエムやまと「庄野数馬のラジオのおかげ」
- レディオ湘南「SHONO FIGHT CLUB」
- TOKYO MX 「キングオブモルックのモルック大作戦!!」
- 東映アニメーション公式YouTube「アニメサンデー9チャンネル」（ナレーター）
- JOYSOUND公式YouTube「JOYSOUNDエンタメch.」（ナレーター）
- Podcast「ゆかいな知性」
- ニコジョッキー「庄野数馬の丸裸トーク」
- FOD/フジテレビ 「モルブラ！〜モルック街ブラバラエティ〜」

### プロデューサー
- 松村邦洋のタメにならないチャンネル
- ビジネスワンダーTV
- JMAのモルック大冒険
- 他 企業公式YouTubeチャンネル複数

## 出演映画
- 後妻業の女（2016年8月27日公開、東宝） - テレビ大阪のアナウンサー時代に撮影。同社が出資していたほか、本社がある大阪が作品の舞台になっていることから、在阪民放テレビ5局に勤務するアナウンサー5名が一堂に会したシーンで大吉洋平（毎日放送）、高橋真理恵（関西テレビ）、斎藤真美（朝日放送）、平松翔馬（読売テレビ）と共演[6]。